# Saint-Justin, Gers
Saint-Justin là một xã của tỉnh Gers, thuộc vùng Occitanie, tây nam nước Pháp.